# Benno König

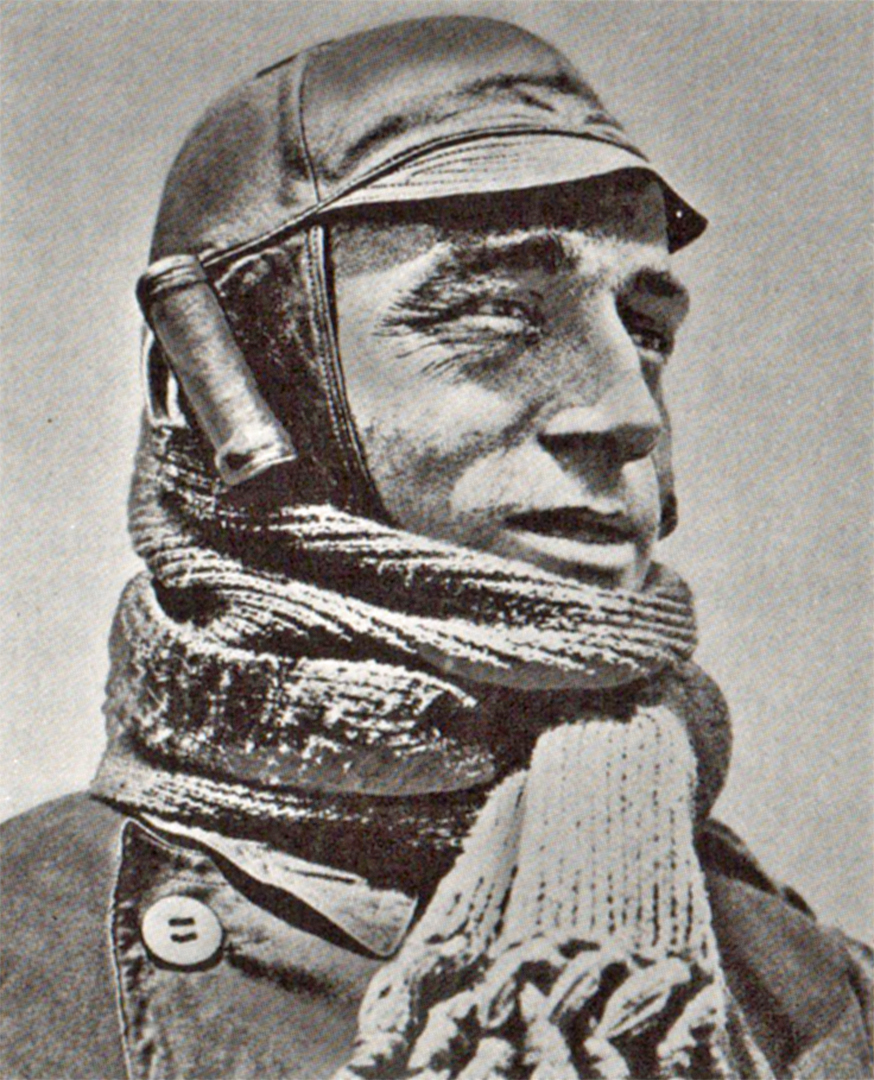
Benno König (1911)

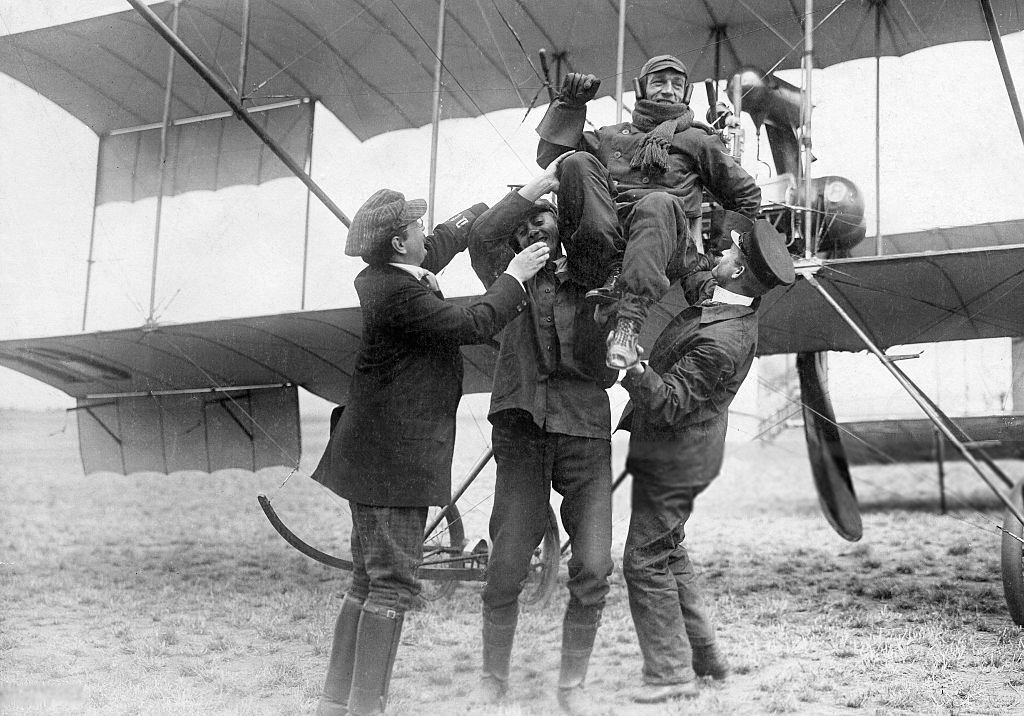
Nach dem Sieg im Deutschlandflug 1911 wird Benno König von seinen Freunden gefeiert.

Benno König (* 16. Juni 1885 in Untermenzing; † 1. Juli 1912 in Altona) war ein deutscher Schlosser, Chauffeur und Luftfahrtpionier. Am 10. Juli 1911 gewann er den ersten Deutschlandflug, eine Überlandflug-Konkurrenz über 13 Etappen.

## Leben
König absolvierte eine Schlosserlehre und arbeitete zunächst einige Jahre als Chauffeur, bevor er sich der Fliegerei zuwandte. Sein Flugmaschinenführer-Zeugnis Nr. 45 erwarb er am 29. Dezember 1910 bei dem für die Albatros Flugzeugwerke tätigen Simon Brunnhuber auf dem Flugplatz Johannisthal mit einem Farman-Doppeldecker. Danach blieb er bei Albatros und arbeitete dort ab Jahresende selbst als Fluglehrer, wo er bereits im Frühjahr 1911 sieben Flugschüler ausbildete.
König nahm mit einem 360 kg schweren Albatros-Farman-Doppeldecker mit 10,5 Meter Spannweite am Deutschlandflug teil. Er startete am 11. Juni 1911 vom Flugplatz Johannisthal mit dem als Beobachter fungierenden Leutnant Walter Koch und bewältigte bis zum 10. Juli als erfolgreichster Aviatiker 11 der 13 Etappen sowie 1882,5 km der insgesamt 1854 km umfassenden Strecke und erhielt als Preisgeld 47.500 ℳ. Die Albatros-Werke bekamen für ihre erfolgreichen Flugapparat insgesamt 89.015 ℳ, der anschließend vom Militär erworben wurde. Die Maschine war mit einem 51 kW (70 PS) Gnome-Motor ausgerüstet, der den Propeller mit 1.200/min drehte und pro Betriebsstunde 28 Liter Benzin und einen Liter Öl verbrauchte.
Etwa ein Jahr nach seinem Erfolg beim Deutschlandflug, am 30. Juni 1912, überschlug sich seine Maschine nach einem Motorausfall über Langenfelde bei einer Außenlandung auf einer Chaussee. König wurde danach verletzt ins Altonaer Krankenhaus gebracht, wo er am Morgen des 1. Juli 1912 verstarb. Sein Flugzeug war eine Eindecker-Eigenbaukonstruktion mit 65-PS-Renault-Motor.

## Ehrungen
- Auf dem Gelände des ersten deutschen Flugplatzes in Berlin-Johannisthal wurde Straße nach ihm benannt.[9]